# Publicidad exterior

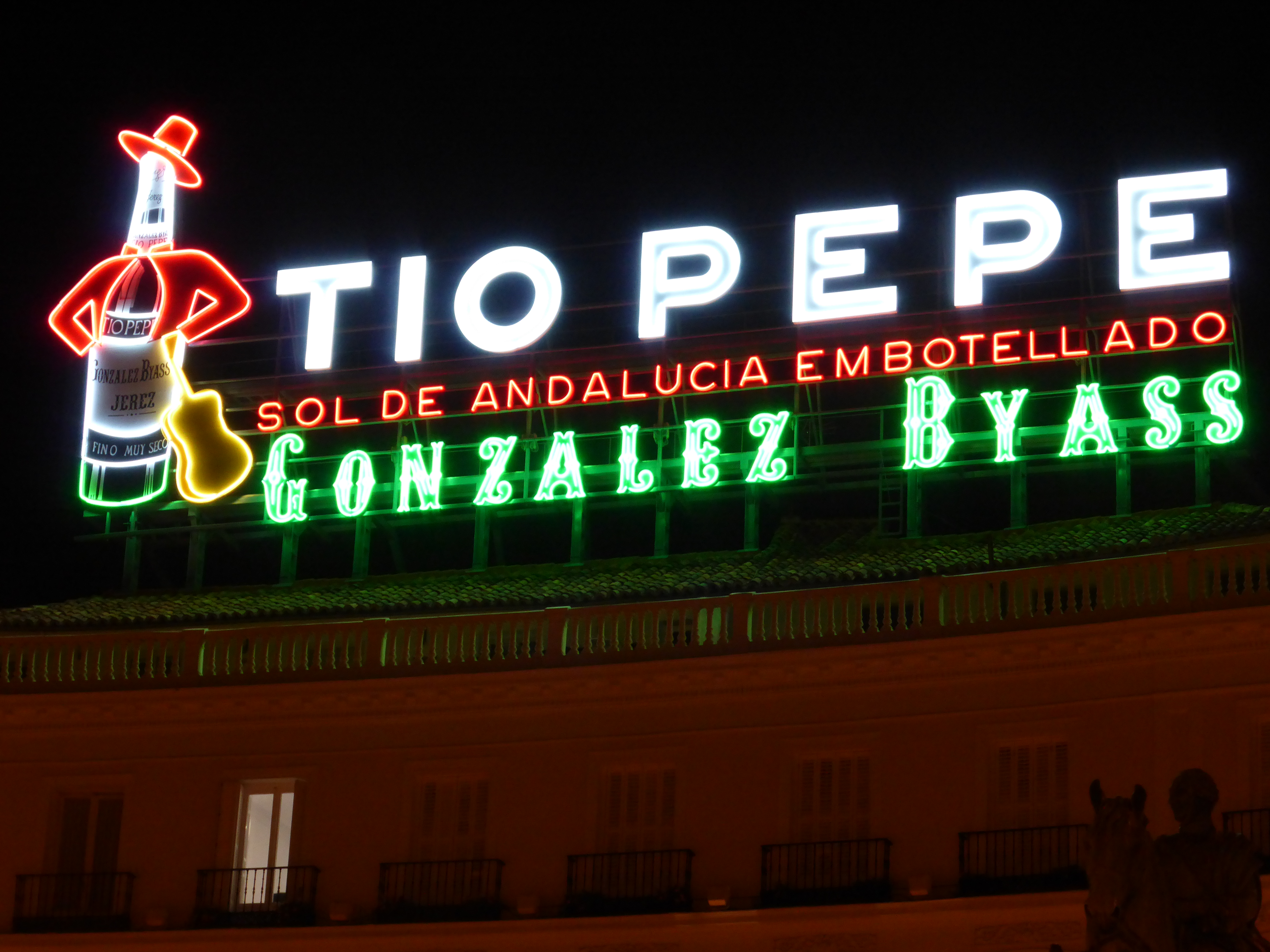
Anuncio luminoso en lo alto de un edificio de la Puerta del Sol, de Madrid.

Se considera publicidad exterior aquella que utiliza lugares públicos para desarrollarse y va dirigida a un público determinado. Está formada por carteles, vallas publicitarias, rótulos luminosos, banderolas, mobiliario urbano  y todos aquellos soportes que se instalan en lugares públicos o donde se desarrollan espectáculos, eventos culturales, encuentros deportivos, etc.
La fachada de un establecimiento comercial es parte importante de la publicidad exterior de ese comercio.

## Historia
Ya en la época faraónica, los mercaderes realizaban una incipiente promoción de ventas inscribiendo mensajes en piedras que colocaban en los caminos de acceso a la ciudad. Mucho más tarde, se popularizaron los anuncios pintados.
En las ciudades del Imperio romano se reservaban espacios donde colocar murales decorados para este mismo propósito. En las ruinas de Pompeya se han encontrado diversos carteles anunciadores de comercios. Por otra parte, en la antigua Grecia se mostraban anuncios de los juegos olímpicos colocados en las paredes exteriores del estadio.
Los anuncios gozaron de mayor difusión con la popularización del papiro, y posteriormente el papel. A partir de este momento, se podían reproducir y trasladar los mensajes impresos a diferentes entornos. Más tarde la invención de la imprenta en el siglo XV supuso una revolución, casi tanto como la difusión de la litografía en el siglo XVIII. Estas innovaciones dieron paso a la divulgación masiva del cartel publicitario.
Los carteles de los anuncios presentan básicamente imágenes; por una parte, para llegar a la población no sabía leer y por otra, para transmitir un mensaje asociación de ideas al presentar imágenes relativas al negocio o su denominación. La litografía impulsó la actividad publicitaria permitiendo una mayor creatividad en el diseño y otorgando un gran protagonismo al dibujo publicitario al que se acercaron grandes pintores como Toulouse Lautrec.
Actualmente, las nuevas tecnologías permiten una gran variedad de manifestaciones publicitarias: publicidad digital, publicidad exterior prográmatica la cual es un método que funciona para automatizar el proceso de compra de anuncios, lo que permite a los compradores ofertar y comprar espacio publicitario automáticamente según se cumplan ciertas condiciones, elementos adicionales a la estructura como vídeos o los llamados " props" vallas publicitarias móviles, iluminación interior de vallas, grandes carteles luminosos, juegos de luces, etc.

## Ventajas y desventajas de la publicidad exterior
Entre las ventajas de la publicidad exterior se encuentran:
- La publicidad exterior constituye un valioso complemento a las campañas publicitarias lanzadas en otros medios de comunicación: televisión, radio, prensa e internet. En este sentido, la publicidad en el exterior constituye un buen recordatorio de los mensajes lanzados en otros soportes y un importante refuerzo de los mismos.[3] Vallas y carteles se colocan en la calle junto a establecimientos comerciales por lo que se pueden considerar el último impacto que recibe el consumidor antes de realizar el acto de compra.
- Salvo en recintos cerrados, se trata de un medio activo las veinticuatro horas del día los siete días de la semana.
- Colocada en lugares estratégicos consigue que su público objetivo tenga un gran número de impactos; como por ejemplo, la publicidad en estadios de fútbol.
- La publicidad exterior, puede dirigirse a determinados segmentos difíciles de abordar de otro modo: los jóvenes, trabajadores que pasan mucho tiempo fuera de casa que apenas tienen tiempo de ver la televisión ni leer soportes impresos (transportistas, viajantes, etc.)
- Su bajo coste por mil (CPM) la hace asequible para cualquier tipo de campaña.

Algunas de las desventajas de la publicidad exterior pueden ser:
- Es un medio limitado. La publicidad exterior se resume en un impacto visual, no admite largas argumentaciones de ventas ni siquiera una adecuada presentación de producto.
- Escaso nivel de atención por la rapidez del impacto .Muchas veces las personas no se fijan en los carteles y otros impactos visuales, simplemente posan su mirada sobre ellos.
- Es muy difícil de focalizar en un segmento de público en particular , se puede apostar a una afluencia de cierto público siendo inevitable alcanzar a otros.
- Problemas de ubicación. Es complejo elegir las mejores localizaciones que suelen estar copadas por los grandes anunciantes.
- Su impacto en la compra o reconocimiento del producto o marca  requiere de técnicas y estudios especializados,  al igual que otros medios .

## Rentabilidad de la publicidad exterior

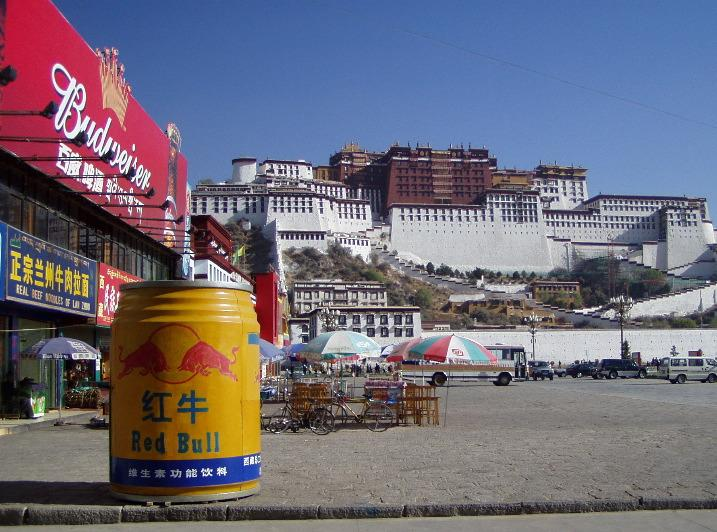
Publicidad exterior frente al Potala, (Tíbet).

Uno de los factores que más determinan el valor de un anuncio es la localización que tiene, es decir, la ciudad o región en que se encuentra y la calle o avenida donde se ubica. Una de las demandas más habituales es conseguir colocar el anuncio en las vías más concurridas, generalmente, en los centros históricos o comerciales de las ciudades donde más gente esté expuesta al impacto de su mensaje. Existen ubicaciones míticas donde se congregan gran número de anuncios de grandes dimensiones: Piccadilly Circus en Londres, Times Square en Nueva York, etc.

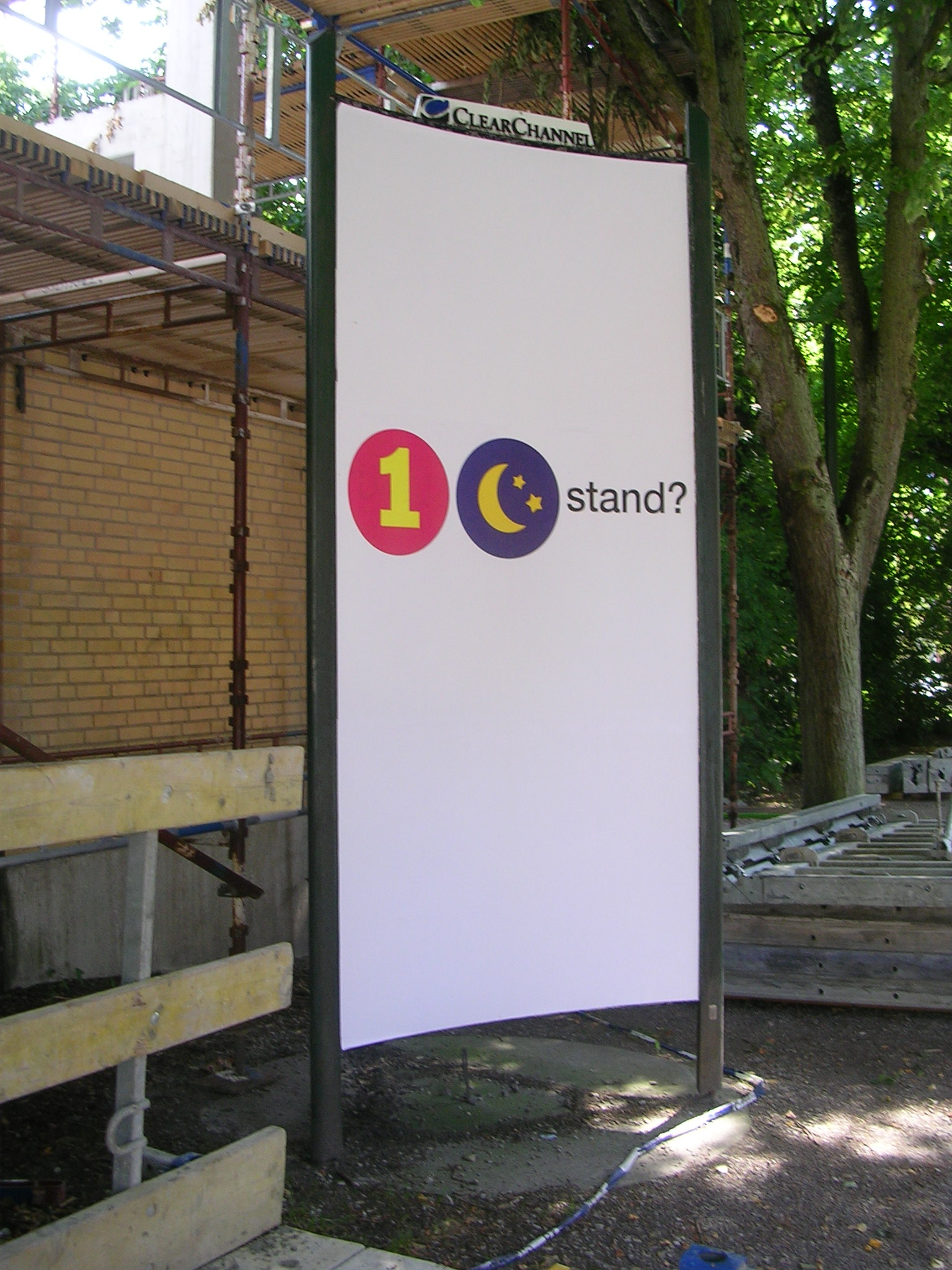
Lona publicitaria.

Otras acciones publicitarias van dirigidas a segmentos de la población más concretos a los que se puede acceder de forma más focalizada: material deportivo o periódicos en estadios de fútbol, moda juvenil en conciertos para adolescentes, etc. En la actualidad, el diseño de campañas publicitarias se favorece de las ventajas tecnológicas que facilitan información estadística de tráfico y población, de manera que pueden localizar mejor sus anuncios para lograr un mayor impacto en el segmento al que desean comunicar sus mensajes.
La posibilidad que ofrece la publicidad exterior móvil, en vehículos promocionales, de estar en sitios que al no ser estáticos recortan mucho presupuesto en el lanzamiento de una campaña.

## Restricciones a la publicidad exterior

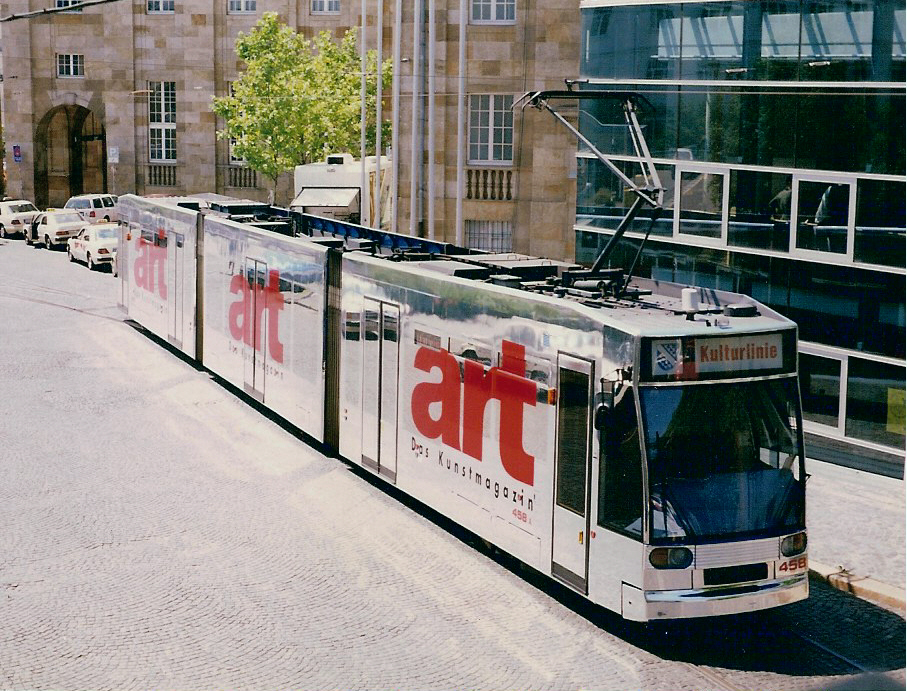
Publicidad en vehículos de transporte público.

En algunos países, se limita el espacio en que se puede colocar publicidad exterior. Por ejemplo, en España está prohibida situarla en las carreteras y cada ayuntamiento establece normativas específicas sobre el tamaño y ubicación de las vallas, carteles o rótulos luminosos.
Asimismo, en ocasiones existen limitaciones sobre el contenido de los mensajes, generalmente está restringida la publicidad del tabaco y bebidas alcohólicas de alta graduación.

## Planificación de la publicidad exterior
Es necesario planificar la publicidad exterior dentro del plan de marketing y la estrategia global de la empresa. Para ello, primero se debe definir el objetivo de dicha publicidad que puede  ser estratégico dentro de la campaña - como es el caso de los anuncios de productos que solo usan este medio o puede  actuar como soporte de otras acciones publicitarias. También es necesario determinar el público objetivo al que va dirigido y conocer sus hábitos para optimizar la ubicación de los mensajes.
Los pasos a dar son:
- Definir el público objetivo de la campaña.
- Establecer el lugar más apropiado para el público escogido.
- Establecer el objetivo cuantitativo de la campaña: aumento de ventas, aumento de la notoriedad de marca, etc.
- Comprobar el éxito de la misma mediante mediciones posteriores.

## Tipos de publicidad exterior
Los soportes de publicidad exterior son variados: todos aquellos que se pueden exhibir en lugares públicos abiertos (vía pública) o cerrados (polideportivos, recintos feriales, etc.). Los más comunes son:
- Vallas publicitarias o Anuncios Espectaculares
- Vallas móviles
- Carteles
- Pantallas electrónicas o led
- Rotulación de vehículos La principal ventaja de la rotulación de vehículos es que ofrece el menor costo por impresión que cualquier otro método de publicidad.

- Rótulo de transporte (serigrafía o lona publicitaria)
- Transporte público
- Mupis
- Parabus
- Bicicletas publicitarias
- Puentes peatonales. Se aprovecha la perfecta visibilidad de un puente peatonal. El anuncio se coloca de manera que siempre es visible a una altura que impide que la información sea ocultada por vehículos o personas.
- Vehículos privados
- Vehículos de carga: camiones y camionetas privados, donde se aprovecha la superficie exterior de los vehículos de carga para colocar anuncios publicitarios.
- Vehículos diseñados sólo para fines publicitarios, como por ejemplo camiones con valla o semirremolques con una estructura plegable para montar lonas (SkyBoard).
- Baños portátiles (WC)
- Banderolas
- Lonas de fachada o andamio
- Rótulos luminosos
- Ecotambor, mobiliario urbano ecológico, máquina compactadora de latas de bebida.
- Digital Out of Home. DOOH.

## Diseño de la publicidad exterior
Se estima que siete segundos es el tiempo máximo en que el consumidor debe verse impactado por el mensaje. Así, un mensaje efectivo debe ser:
- Impactante: que destaque del entorno y capte la mirada del espectador.
- Sencillo, fácil de comprender: se asocie rápidamente con el producto. Aquí es donde el mejor papel lo juegan las imágenes. La historia no debe ser elaborada sino es comprensible de un solo vistazo. Uno de los mayores errores de la publicidad exterior es creer que el público se va a detener a descifrar una historia.
- Texto breve y directo, inteligible y relacionado directamente con la imagen.